# Contea di Lebanon
La contea di Lebanon (in inglese Lebanon County) è una contea dello Stato della Pennsylvania, negli Stati Uniti. La popolazione al censimento del 2000 era di 120 327 abitanti. Il capoluogo di contea è Lebanon.

## Geografia
La contea si trova nel sud-est dello Stato. È costituita da una pianura centrale che si innalza in dolci colline a sud e fino alla Blue Mountain a nord. La contea è drenata dai torrenti Swatara, Stony, Little Swatara, Quittapahilla, Tulpehocken, Conewago e Hammer.

### Contee confinanti
- Contea di Schuylkill - nord-est
- Contea di Berks - est
- Contea di Lancaster - sud
- Contea di Dauphin - ovest/nord-ovest

## Storia
Scozzesi-irlandesi e tedeschi (impropriamente chiamati Pennsylvania Dutch) si insediarono nella regione all’inizio del XVIII secolo. La contea fu istituita nel 1813 da parte delle contee di Lancaster e Dauphin e prende il nome dall'omonima township.

## Centri abitati[4]
L'unica city è Lebanon (il capoluogo).

### Borough
- Cleona
- Cornwall
- Jonestown
- Mount Gretna
- Myerstown
- Palmyra
- Richland

### Township
- Annville
- Bethel
- Cold Spring
- East Hanover
- Heidelberg
- Jackson
- Millcreek
- North Annville
- North Cornwall
- North Lebanon
- North Londonderry
- South Annville
- South Lebanon
- South Londonderry
- Swatara
- Union
- West Cornwall
- West Lebanon